# Priscaleclercera
Priscaleclercera is een geslacht van spinnen uit de  familie van de Psilodercidae.

## Soorten
- Priscaleclercera spinata (Deeleman-Reinhold, 1995)
  - = Leclercera spinata Deeleman-Reinhold, 1995